# Schienenfahrzeug

Internationales Symbol für Schienenfahrzeuge nach ISO 7001

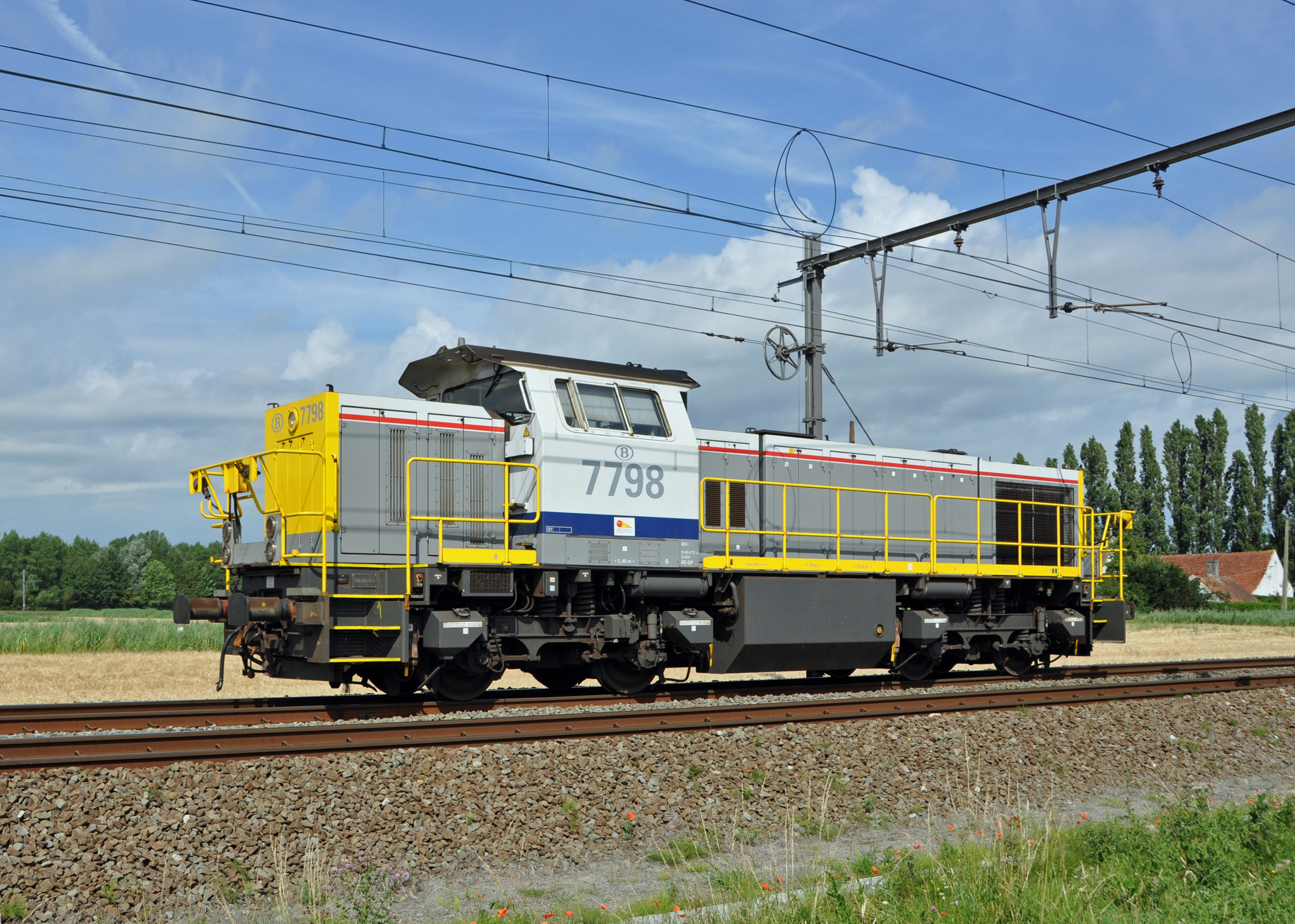
Eine Diesellokomotive der Eisenbahn

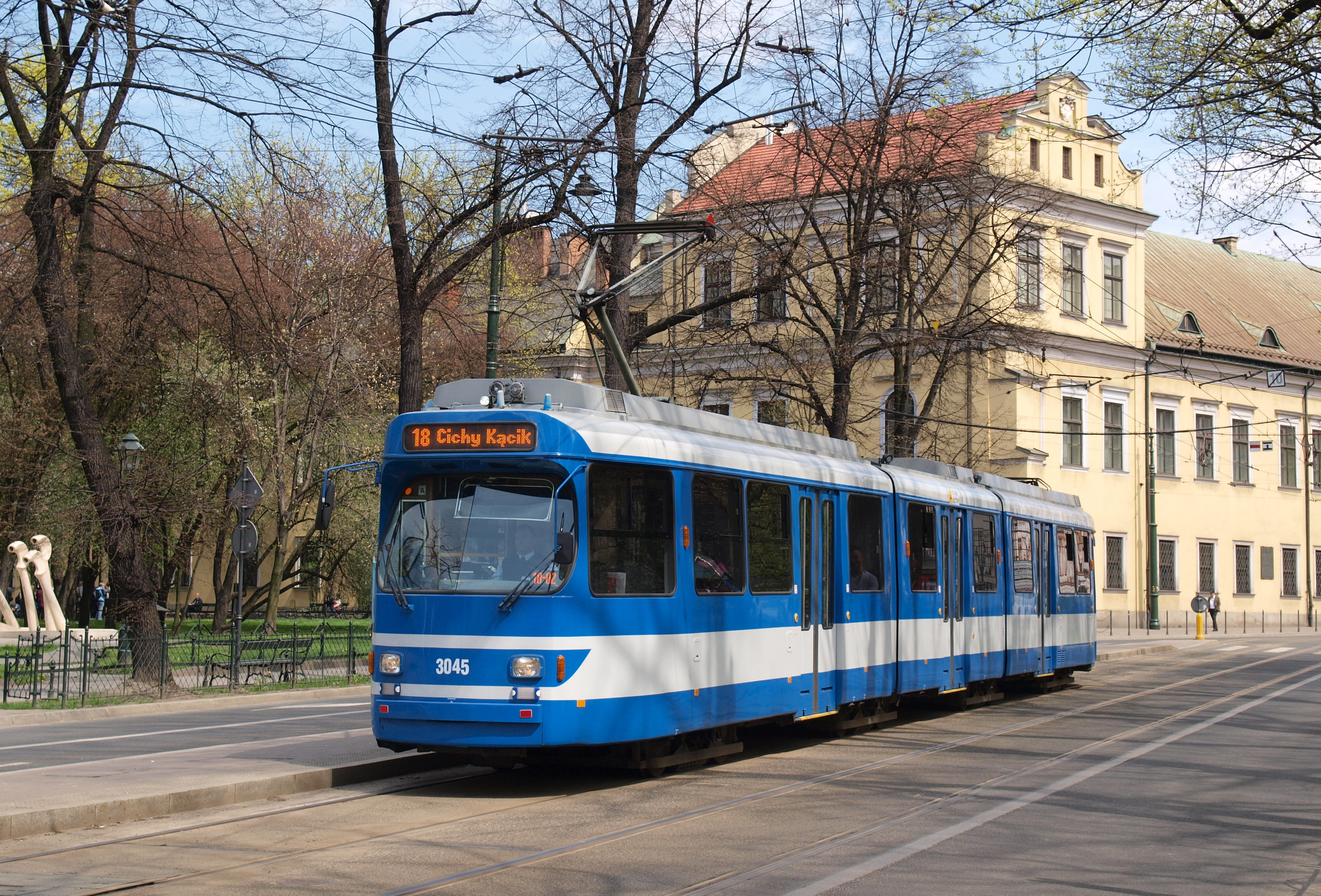
Gelenkwagen der Straßenbahn

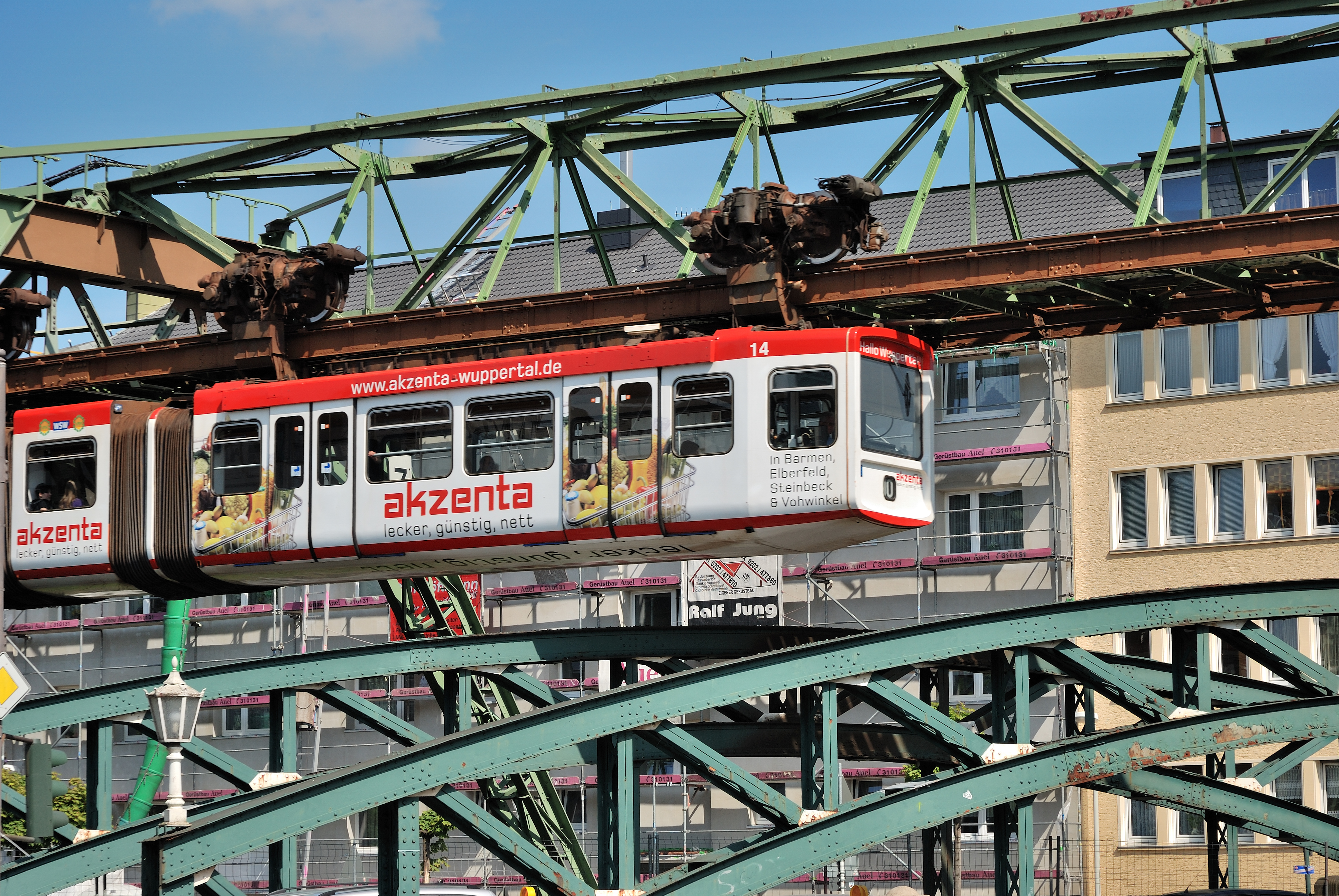
Die Wuppertaler Schwebebahn ist eine Einschienenhängebahn

Schienenfahrzeuge sind Fahrzeuge von Bahnen (Bahnfahrzeuge), die auf einer oder mehreren Schienen fahren oder geführt werden. Fahrzeug und Schiene sind dabei ein eng aufeinander abgestimmtes System, üblicherweise als Rad-Schiene-System bezeichnet. Besonders im Eisenbahnwesen wird die Gesamtheit der Schienenfahrzeuge eines Unternehmens oder einer Verwaltung auch mit den Oberbegriffen rollendes Material, Rollmaterial oder Fahrbetriebsmittel bezeichnet. Man unterscheidet Regelfahrzeuge (wie Triebfahrzeuge und Wagen) und Nebenfahrzeuge.

## Technik und Definition
Am verbreitetsten sind Schienenfahrzeuge, die auf Gleisen aus paarweise und parallel angeordneten stählernen Schienen (Schienenstrang) fahren. Die hierzu verwendeten Schienen sind meist die Vignolschiene und bei Straßenbahnen die Rillenschiene. Auf diesen werden die Schienenfahrzeuge durch die kegelig geformten Laufflächen ihrer Räder selbstzentrierend geführt (Sinuslauf) und von zusätzlichen, an der Innenseite der Schienenpaare entlanglaufenden Spurkränzen unter normalen Betriebsumständen vor Entgleisungen bewahrt.
Ein Entgleisen ist bei diesem System dennoch nicht gänzlich ausgeschlossen. Da bei einer Entgleisung die kinetische Energie des Fahrzeugs bei vergleichsweise geringer Schädigung schnell verzehrt wird, macht man sich dies für Sicherungseinrichtungen (Gleissperren) zunutze, die ein Fahrzeug beim Auffahren gezielt entgleisen lassen können.
Konventionelle Schienenfahrzeuge haben den Vorteil, dass die Rollreibung von Stahlrädern auf glatten Stahlschienen sehr gering ist, was dagegen den Antrieb erschwert. So können mit vergleichsweise geringem Energieaufwand große Gütermengen bewegt werden. Die Spurführungseigenschaften des Rad-Schiene-Systems erlauben es zudem, Züge von vergleichsweise großer Länge zusammenzustellen, so dass die maximale Güterbewegung auch tatsächlich genutzt werden kann. Bei niedrigen Geschwindigkeiten werden Schienenfahrzeuge in dieser Hinsicht nur von Schiffen übertroffen. Im Gegensatz zu Schiffen werden Züge jedoch oft elektrisch betrieben, was – wenn es mit erneuerbaren Energien geschieht – die Öko-Bilanz weiter zugunsten der Schiene verschiebt.
In den Anfängen der Eisenbahngeschichte kam es als Folge damals noch unverstandener werkstoffkundlicher Phänomene beim Dampflokomotivkessel zum Kriechen und den wechselbeanspruchten Radreifen häufig zu schweren Unglücken. Letztere wurden von August Wöhler (1819–1914) erstmals erforscht.
Zur Herstellung von Schienenfahrzeugen gelten Normen. Beim Schweißen ist dies die DIN EN 15085-2:2020-12 „Bahnanwendungen – Schweißen von Schienenfahrzeugen und -fahrzeugteilen – Teil 2: Anforderungen an Schweißbetriebe“. Schweißfachbetriebe, die Teile für Schienenfahrzeuge fertigen, müssen danach zwingend zertifiziert sein.

## Schienenfahrzeugtypen
Bei Standseilbahnen kann ein Rad im Radsatz zylindrisch sein, während das andere zwei Spurkränze hat und die Spurführung übernimmt.
Andere Schienenfahrzeuge sind zum Beispiel Einschienenbahnen oder Hängebahnen sowie Achterbahnen. Bei diesen kann bei entsprechender Bauweise ein Entgleisen unmöglich gemacht werden.
Kabinen von vollautomatisierten sogenannten Personal-Rapid-Transit-Systemen (PRT) verwenden aufgrund der von der Kabine aus bestimmten Weichenstellung kein herkömmliches Rad-Schiene-System. Neben dem Antriebssystem sind auch die Schienen-Systeme unterschiedlich, so ist das erste öffentliche PRT ULTra lediglich spurgeführt.
Bei Schienenfahrzeugen der Eisenbahn unterscheidet das deutsche Eisenbahn-Bundesamt nach Fahrzeugbauarten (abweichendes Wikipedia-Lemma in Klammern):
- D-Lok (Dampflokomotive)
- E-Lok (Elektrolokomotive)
- V-Lok (Diesellokomotive)
- Hybrid-Lok
- Akku-Lok
- Brennstoffzellen-Lok
- E-Triebzug
- V-Triebzug
- Hybrid-Triebzug
- Akku-Triebzug
- Brennstoffzellen-Triebzug
- Güterwagen
- Reisezugwagen
- Sonderfahrzeug (z. B. Bahndienstfahrzeug)
- Sonstiges